# Úrokové riziko
Úrokové riziko vyplývá z pohybu tržních úrokových sazeb. Pokud by se na trhu neměnila cena dluhopisů, mohly by existovat situace, kdy by existovaly dluhopisy se stejným datem splatnosti a s rozdílnou úrokovou mírou. Je tedy zřejmé, že kupovat si dluhopis s nižší kupónovou platbou by poté nemělo pro investora příliš cenu.

## Typy výnosů
Počítá se několik typů výnosů, například:
- nominální výnos:

{\displaystyle Y_{nomin{\acute {a}}ln{\acute {\iota }}}={\frac {C}{NH}}\cdot 100}
kde {\displaystyle C} je kupónová platba a {\displaystyle NH} je jmenovitá hodnota dluhopisu
- běžný výnos:

{\displaystyle Y_{b{\check {e}}{\check {z}}n{\acute {y}}}={\frac {C}{TC}}\cdot 100}
kde {\displaystyle C} je kupónová platba a {\displaystyle TC} je tržní cena dluhopisu
- výnos do doby splatnosti (yield to maturity - {\displaystyle YTM} ):

{\displaystyle TC={\frac {C_{1}}{(1+YTM)}}+{\frac {C_{2}}{(1+YTM)^{2}}}+\ldots +{\frac {NH}{(1+YTM)^{n}}}}
kde, {\displaystyle C} je kupónová platba v jednotlivých letech, {\displaystyle NH} je nominální hodnota a {\displaystyle TC} je tržní cena.
Právě výnos do doby splatnosti uvažuje o výnosu na základě splatnosti, kupónů v jednotlivých letech, které nemusí být stejné a nominální hodnotě dluhopisu. Lze ho tedy vymezit také jako výnosovou míru (někdy také vnitřní výnosové procento), při kterém se bude současná hodnota veškerých budoucích příjmů z dluhopisu (kupónů a jmenovité hodnoty) rovnat současné ceně dluhopisu. Jelikož vyřešení takovéto rovnice a získání z ní rovnice pro vnitřní výnosové procento je složité, musí se užít matematické kalkulačky či numerickým metod, tzv. iterací. Výsledek lze také aproximovat například vztahem podle G.A.Hawawiniho a A.Vory:
{\displaystyle AYTM=((C+{\frac {NH-TC}{n}})/(0,6\cdot TC+0,4\cdot NH))},
kde {\displaystyle n} je počet let držby do splatnosti a ostatní zkratky jako výše uvedené.

## Durace
Změna tržní ceny dluhopisu má tedy vliv na výnos tohoto cenného papíru do splatnosti. K měření toho, jakou změnu ceny dluhopisu vyvolá změna úrokových sazeb, se používá durace. Ta je také užívána k tomu, aby se dala rychle stanovit nová reálná cena dluhového nástroje při změně výnosnosti do splatnosti. 
Durace měří sklon závislosti ceny dluhopisu na úrokové míře. Modifikovaná durace[rozpor] vyjadřuje citlivost ceny dluhopisu na tržní úrokové sazby, jinými slovy uvádí, o kolik procentních bodů se změní cena dluhopisu, když se tržní úrokové sazby změní o jeden procentní bod.
Vychází z první derivace ceny dluhopisu podle úrokové míry. Modifikovaná neboli Macaulayova durace[rozpor] měří průměrnou dobu trvání, jež je potřebná k tomu, aby investor obdržel veškeré budoucí příjmy z dluhopisu. Přímočařejší vysvětlení zní průměrná doba potřebná k pokrytí investovaných zdrojů příjmy z investice.
{\displaystyle MD={\frac {\sum (C_{n}{\frac {n}{(1+r)^{n}}})+F_{N}{\frac {N}{(1+r)^{N}}}}{\sum ({\frac {C_{n}}{(1+r)^{n}}})+{\frac {F_{N}}{(1+r)^{N}}}}}}
Výsledná durace závisí především na třech faktorech – splatnosti, peněžních tocích a výnosnosti do splatnosti. Čím je hodnota durace větší, tím citlivější bude dluhový instrument na změnu tržní úrokové míry.

### Základní vztahy vyplývající z rovnice modifikované durace
- delší splatnost znamená větší duraci a tudíž větší citlivost na změnu úrokových měr, nicméně mezní přírůstek při delší době splatnosti se snižuje. Citlivost tedy roste s vyšší splatností, ale roste klesajícím tempem.
- durace závisí na výši kupónové platby. Například dluhopis s 6letou splatností, nominální hodnotou 10 tisíc a kupónem ve výši 10 procent má duraci 4,79 let, zatímco dluhopis s 6letou splatností, nominální hodnotou 10 tisíc a kupónem ve výši 5 procent má duraci mírně přes 5 let. S růstem kupónu tedy klesá citlivost a naopak, nejvyšší duraci tak mají dluhopisy s nulovým kupónem, která se rovná době splatnosti.
- durace se také řídí úrovní úrokových měr, s jejich růstem klesají váhy. S růstem úrokových sazeb se tak snižuje citlivost změny tržní ceny v závislosti na změně úrokových sazeb.

Durace pomáhá poměrně úspěšně předpovídat, co se stane s cenou dluhopisu při různých změnách tržních podmínek promítajících se do tržních sazeb. Tento matematický vztah je vždy platný, problém představuje výpočet jednotlivých úrokových sazeb, který je takřka nemožný, dochází tedy k zjednodušování reality. Cena, která se tvoří na trhu, tak ne vždy odpovídá ceně vypočítané podle durace vzhledem k nedokonalosti vstupních údajů.